# Прашка школа
Прашка школа или Чешка школа је термин који се незванично користи за студенте из бивше Југославије који су завршили Филмску и ТВ школу Академије уметности у Прагу, Чешка Република (ФАМУ) оквирно у периоду од 1965. до 1975. године.
Иако су неки отишли на студије раније, неки касније, њихова се имена углавном заједно помињу као да су једна генерација: Срђан Карановић, Горан Марковић, Лордан Зафрановић, Горан Паскаљевић и Рајко Грлић. Чланом Прашке школе понекад се сматра и Емир Кустурица, рођен 1954. године. Карактеристично је да се њихов период студирања поклапа са  периодом превирања у Чехословачкој такозваног Прашког пролећа.
Како су сви они крајем 1960-их и почетком 1970-их били студенти ФАМУ-а, на директоре Прашке школе највише су утицали директори Чехословачког Новог таласа, као што су Милош Форман, Јиржи Менцл и Оскаром награђени професори ФАМУ-а Јан Кадар и Елмар Клос. Догађаји из Прашког пролећа и инвазије Варшавског пакта на Чехословачку 1968. такође су снажно утицали на Прашку школу и формирали основу за лабаво дефинисану групу.

## Прашки ђаци
Велики број  студената са територије бивше СФРЈ завршио ФАМУ да би касније дали значајан допринос "Југословенској кинематографији", допринос кинематографијама у земљама насталим после распада СФРЈ али и светској кинематографији. Сваки понаособ је био посебна личност са посебним сензибилитетом па су често истицали како то "није иста школа". Чињеница је да су имали сјајне професоре "оскаровце" и у то време посебне услове које је пружала Прашка академија тако да им је вероватно заједничка карактеристика "висок квалитет" у реализацији филмова.
Најчешће се помињу "Прашки ђаци" као да су једна генерација: Срђан Карановић, Горан Марковић, Лордан Зафрановић, Горан Паскаљевић и Рајко Грлић.
Тешко је набројати све оне који су у њихово време али и пре и после завршили студије на"ФАМУ" и дали велики допринос светској кинематографији:
- Андрија Зафрановић
- Вилко Филач
- Емир Кустурица
- Живко Залар
- Валентин Перко
- Томислав Жаја
- Александар Петровић (редитељ) (започео студирање на ФАМУ)
- Верица Недеска
- Андрија Ђукић
- Предраг Поповић (сниматељ)
- Игор Спасов
- Предраг Николић (редитељ)
- Зоран Ђорђевић (редитељ)
- Јасмин Диздар

## Препознавање и критика појма
У легитимност термина Прашка школа се понекад сумња, јер сами чланови никада нису користили тај термин да описују свој рад, а њихов рад је варирао у уметничком сензибилитету и редитељском приступу, понекад и знатно. Марковић је 1990. године написао књигу Чешка школа не постоји у којој описује своје дане на ФАМУ, своје односе са осталим студентима и њихове уметничке сличности и разлике. У интервјуу из 2001. године, Карановић је изразио оштро противљење том термину, рекавши:
| „ | Мислим да је одредница или квалификација ‘прашка школа’ већ досадила и богу и људима. Не могу порећи да сам студирао у Прагу, и да сам тамо много (али не и све) научио, и да сам се дружио и дружим се са својим колегама из наших крајева који су тамо студирали у слично време. Ипак, мислим да смо сви ми врло различити и да се само у неким нашим филмовима, ту и тамо, превасходно у назнакама, могу препознати утицаји чешког филма из шездесетих година. Већину филмова Рајка Грлића, Горана Марковића, Горана Паскаљевића, Лордана Зафрановића и Емира Кустурице врло ценим, и мислим да су сви они одавно заслужили да буду посматрани искључиво у оквиру својих опуса, а не ове или било које друге групе. Уосталом, то доказују све бројнији светски фестивали или кинотеке који приказују наше појединачне ретроспективе или траже наше појединачне филмове. Другим речима, мислим да већ дуго не припадамо "истој фиоци" и да сви заслужујемо посебне, ако смо уопште некоме заиста важни. Врло сам против идеје Југословенске кинотеке да нам направи заједничку мини ретроспективу, и то сам лично саопштио господину Зеленовићу. Ретроспективе би требало радити онако како треба, или никако, као и све остало. Такође мислим да постоје многи старији аутори који су пре нас заслужили своје потпуне и професионално припремљене ретроспективе. Тај назив су измислили разни новинари или критичари из разних разлога, можда највише због чињенице да смо се у слично време са својим професионалним радовима појавили на нашем филму и телевизији. Ми никада и нигде нисмо наступали заједно, нисмо писали никакве естетске манифесте или радили било шта слично осим што смо имали разумевања једни за друге и ту и тамо један другом помагали колико смо умели. Можда нам је заједничко било што смо у Прагу добро "испекли занат", али се често заборавља да је већина нас на ФАМУ дошла с пристојним филмским знањем стеченим у нашим кинотекама и кино клубовима у Београду, Загребу или Сплиту. Занимљиво је да исти новинари и критичари никада нису ни покушали да стварају сличне "кошеве" или "фиоке" с другим групама стваралаца из наших крајева. Зашто нико, макар овако површно, није ни покушао да обрати пажњу на, на пример, "црногорску школу", "павловићевце", "пајкићевце", "босански лоби" итд., који су, као неформалне групе и појаве и те како постојали или постоје у нашем филму? | ” |

Међутим, ретроспективе Прашке школе одржане су у Београду 2001, и у Загребу 2014, када су се сви почетници Прашке школе, осим Карановића, срели и присећали својих прашких година. У августу 2014. Зафрановић, Марковић, Паскаљевић и Грлић су најавили да ће први пут снимати заједно. Грлић и Марковић су рекли да ће се у знак сећања на њиховог професора Елмара Клоса снимити антологијски филм са радним називом Нирвана. Међутим, овај филм никада није настао. У септембру 2018. године, програм посвећен Прашкој школи под називом Ми из Прага 1968.-2018. одржана је у Ријеци, а у трибину су се укључили Паскаљевић, Карановић, Зафрановић и Грлић.
Од 2021. године сви оснивачи Прашке школе су и даље живи и активни, осим Горана Паскаљевића, који је преминуо 25. 9. 2020. године.

## Признања
"Прашки ђаци"  су добијали и још добијају награде на разним филмским фестивалима: у бившој СФРЈ, у земљама насталим после распада СФРЈ, али и на престижним светским фестивалима: Кан, Венеција, Берлин,Пула, Сан Себастијан...

## Галерија
- ФАМУ у Прагу, школа коју су редитељи похађали.
- Елмар Клос, професор ФАМУ.
- Лордан Зафрановић.
- Горан Марковић.
- Горан Паскаљевић.
- Рајко Грлић.
- Емир Кустурица.
- Вилко Филач.
- Валентин Перко.